# Березовское (озеро)
Березовское — озеро в Глубоковской и Болгатовской волостях Опочецкого района Псковской области.
Площадь — 2,75 км² (275,0 га, с 4 островами — 3,0 км² или 300 га). Максимальная глубина — 4,0 м, средняя глубина — 2,6 м.
На берегу озера расположены деревни Ханево (Глубоковской волости) и Гнутики (Болгатовской волости).
Проточное. Относится к бассейну реки Алоля, притока Великой.
Тип озера лотвино-окуневый. Массовые виды рыб: щука, плотва, окунь, ерш, густера, линь, красноперка, карась, вьюн, щиповка; широкопалый рак (единично).
Для озера характерно: местами заболоченные берега, илистое дно в центре, есть песчано-каменистые нальи, в литорали — песок, заиленный песок, камни, глина, ил, сплавины;, бывают заморы, на берегу — леса, болото, луга, поля.